# Oncaea damkaeri
Oncaea damkaeri är en kräftdjursart som beskrevs av Heron 1977. Oncaea damkaeri ingår i släktet Oncaea och familjen Oncaeidae. Inga underarter finns listade i Catalogue of Life.